# فرانسیس جی. دویل سوم
فرانسیس جی. دویل سوم (انگلیسی: Francis J. Doyle III؛ زادهٔ ۱ ژانویهٔ ۱۹۶۳) سیاست‌مدار اهل ایالات متحده آمریکا است.
او همچنین برندهٔ جوایزی همچون عضو پیوسته انجمن مهندسان برق و الکترونیک شده‌است.